# Friedrich Janssen (Theologe)
Friedrich Janssen (* 26. Mai 1935 in Kevelaer) ist ein deutscher römisch-katholischer Priester und Theologe.

## Leben
Friedrich Janssen hatte mehrere Geschwister, darunter Hubert Janssen.
Nach dem Abitur am Collegium Augustinianum Gaesdonck studierte Janssen katholische Theologie und Philosophie an der Westfälischen Wilhelms-Universität in Münster sowie als Seminarist des Germanicum an der Päpstlichen Universität Gregoriana in Rom, wo er 1965 mit einer Arbeit über Thomas von Aquin promoviert wurde.
Am 10. Oktober 1961 empfing Janssen in Rom die Priesterweihe und war danach unter anderem von 1963 bis 1967 als Kaplan in Waltrop und von 1967 bis 1968 als Religionslehrer in Recklinghausen und ab 1968 in Kleve tätig. 
1971/1972 war Janssen wissenschaftlicher Assistent an der PH Ruhr in Hagen, 1972 wurde er Professor an der Katholischen Fachhochschule Norddeutschland in Osnabrück. Von 1976 bis zu seiner Emeritierung 2000 war Janssen Professor für Systematische Theologie an der Universität Osnabrück und der Hochschule Vechta. Im Sommersemester 2010 gab er an der Hochschule Vechta eine Vorlesung über das Thema „Religion – Offenbarung – Kirche – Glauben und Wissen. Grundbegriffe der Fundamentaltheologie“.
Janssen ist seit 1987 geistlicher Beirat des Diözesanverbandes Münster des Katholischen Kaufmännischen Vereins (Verband der Katholiken in Wirtschaft und Verwaltung e.V.) und übt dieses Amt seit 1990 zusätzlich auch auf Bundesebene aus. 1998 wurde Janssen zum päpstlichen Ehrenprälaten ernannt.

## Schriften
- Dynamische Heilsexistenz. Die Wachstumsbedingungen der Rechtfertigungsgnade nach Thomas von Aquin im Licht der Theologie der Gegenwart. Butzon und Bercker, Kevelaer 1974, ISBN 3-7666-8834-0.
- mit Hubert Janssen: Gott ist immer auf Sendung. 30 Anstöße zum Hinhören. Butzon und Bercker, Kevelaer 1981, ISBN 3-7666-9213-5.
- mit W. Eckermann, R. Sauer, F.G. Untergaßmair: Das Kreuz – Stein des Anstoßes. Butzon und Bercker, Kevelaer 1996, ISBN 3-7666-0079-6.
- mit W. Eckermann, R. Sauer, F.G. Untergaßmair, K.J. Lesch: In der Kraft des Heiligen Geistes. Wovon die Kirche lebt. Butzon und Bercker, Kevelaer 1998, ISBN 3-7666-0171-7.
- Für und mit uns. Frohe Botschaft im Jahreskreis. Shaker, Aachen 1998, ISBN 3-8265-2699-6.
- Der Heilsplan. Sein und Sinn im Licht der Offenbarung. Shaker, Aachen 2000, ISBN 3-8265-7421-4. Überarbeitete Neuauflagen ebd. 2000 und 2006 (= ISBN 3-8322-4992-3).
- daneben zahlreiche Aufsätze und Artikel